# DAB-100-90FM
DAB-100-90FM (ros. ДАБ-100-90ФМ) – radziecka bomba dymna. Zawiera 61,8 kg substancji dymotwórczej i po upadku tworzy zasłonę dymną o długości do 1500 m i długotrwałości 2-6 minut.